# اوبولون
اوبولون (اوکراینی: ПАТ "Оболонь") شرکت نوشیدنی اوکراینی است، که در سال ۱۹۸۰ تأسیس شد.